# Maria Boschetti-Alberti
Maria Boschetti-Alberti (Montevideo, 23 december 1879 - Agno, 20 januari 1951) was een Zwitserse pedagoge en lerares uit het kanton Ticino.

## Biografie
Maria Boschetti-Alberti was een dochter van Giuliano Alberti, een decorateur, en van Teofila Ferretti, een lerares, en is een zus van Francesco Alberti. Ze is geboren in Uruguay en verhuisde in 1883 naar Zwitserland, waar ze huwde met Pierino Boschetti, een spoorwegendirecteur. In 1894 behaalde ze aan het Istituto Santa Caterina van Locarno een lerarendiploma, waarna ze ging lesgeven in de Malcantone en in Muzzano. Ze paste in haar onderwijsvoering het montessorionderwijs toe. Later gaf ze les aan de middelbare school van Agno. Met haar werk kwam ze vooral in het buitenland onder de aandacht van hervormingsgezinde pedagogen.

## Werken
- (it)  Il diario di Muzzano, 1917.
- (it)  La scuola serena di Agno, 1951.